# Museu dos Dinossauros (Dorchester)

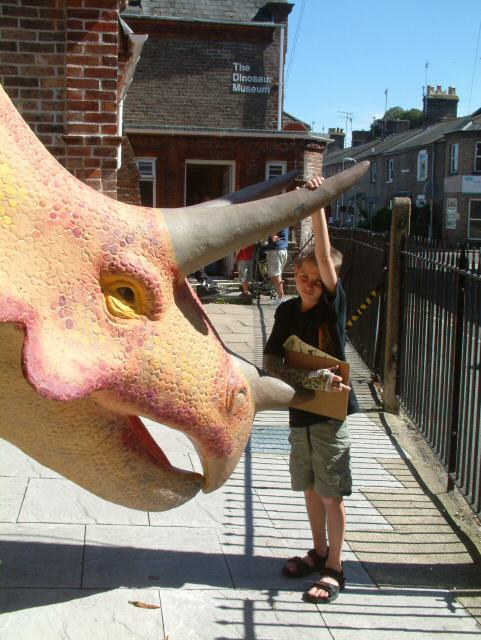
Modelo de Triceratops no lado de fora do museu

O Museu dos Dinossauros é um museu que mostra dinossauros em Dorchester, no condado de Dorset, na Inglaterra.
O Museu dos Dinossauros é o único museu na Grã-Bretanha dedicado somente aos dinossauros. O museu não fica distante da Costa do Jurássico no sul, um Patrimônio Mundial. O museu está situado em Icen Way, no centro de Dorchester. Ele exibe um modelo externo de um triceratops que foi restaurado em 2012. Na Páscoa, o museu possibilita uma caça aos ovos de Páscoa de dinossauros.